# Хиљаду чудесних сунаца (роман)
Хиљаду чудесних сунаца (енгл. A Thousand Splendid Suns) је други по реду роман америчко-авганистанског писца Халеда Хосеинија, објављен након његовог дебитантског бестселера Ловаца на змајеве. Овај роман је у мају 2007. године објавила америчка издавачка кућа Риверхед Букс (енгл. Riverhead Books), која представља огранак светски познате британске издавачке куће Пингивин Груп (енгл. Penguin Group), док је у Србији превод овог романа публицирала издавачка кућа Лагуна 2008. године. Роман је на српски језик превео Никола Пајванчић. 
Књига прати животну причу две Авганистанке - Мариам и Лаиле. Мариам је ванбрачно дете које током свог детињства пати од стигме свог рођења, а касније и од злостављања са којим се сусреће током свог брака са тридесет година старијим мужем Рашидом. Лаила, рођена је генерацију касније и током своје младости живела је привилеговано, али њен живот се драстично мења када сплетом несрећних околности бива приморана да се уда за Рашида, Мариаминог супруга. 
Халед Хоесини је навео да овај роман сматра причом ,,мајке и ћерке", за разлику од приче коју је испричао у својој првој књизи, наводећи да је она ,,прича оца и сина". И у овој књизи писац се бави породичним аспектом ликова и неким другим темама, као и у својим претходним радовима, али сада је фокус усмерен ка развоју женских ликова и њиховом положају и улогама у авганистанском друштву.
По објављивању, роман је добио позитивне критике од стране Киркјуз Ривјузa, Паблишерс Виклија, Лајбрери Џурнала и Буклиста и остао је на листи најпродаванијих Њујорк Тајмс бестселера током петнаест недеља након објављивања. Током прве недеље, продато је преко милион примерака романа, а филмска продукцијска кућа Колумбија Пикчерс је 2007. године купила филмска права, како би књигу адаптирала на филмском платну. Прва позоришна адаптација књиге премијерно је изведена 1. фебруара 2017. у Америчком позоришном конзерваторијуму у Сан Франциску, у Калифорнији.

## Стварање романа

### Наслов романа
У једном од својих интервјуа, писац је објавио да је идеју за насловљавање овог романа пронашао у енглеском преводу песме Кабул персијског песника Саиба Табризија. Ова песма датира још из седамнаестог века, а превела ју је на енглески језик Жозефина Дејвис. Како је у том интервјуу објаснио, тражио је песме о Кабулу, да би их употребио у сцени где један од ликова жалећи, напушта свој вољени град. Када је наишао на ову песму, убрзо је схватио да би последњи стих могао да искористи и за креирање наслова романа, а не само као инспирацију за сцену.
,,Кабул"
,,Свака улица Кабула очарава људско око,
Кроз његове чаршије пролазе каравани из Египта,
Не би могли да се изброје месеци који трепере над његовим крововима,
И хиљаду чудесних сунаца која се крију иза његових зидова."

### Инспирација за роман
Када су га упитали шта га је то навело да напише роман о две Авганистанке, одговорио је да је већ неко време размишљао о томе да напише причу о женама у Авганистану, након што је завршио писање свог дебитантског романа - Ловца на змајеве, у коме доминирају мушки ликови. Путовање у Кабул 2003. године и прилика да авганистанско друштво види из мало другачијег угла - жене одевене у бурке, које седе на угловима улица са њихово петоро, шесторо деце и децу која у одрпаној одећи трче и играју се по улицама, навело га је да напише овај роман. Приказ ових људи, који из дана у дан моле за промену и бољу сутрашњицу, као и слушање њихових животних прича било је веома потресно за њега и навело га је на размишљање како су уопште дошли до те тачке у животу. Управо су му се из тих прича о отпору и преживљавању авганистанских жена и њиховом колективном духу јавила надахнућа за креирање ликова Мариам и Лаиле.

## Писање романа
Писац је једном приликом открио да му је писање овог романа на неки начин било знатно теже и изазовније од писања његовог првог романа, баш зато што га је публика добро прихватила и јер га у тренутку издавања свог првог романа "нико није очекивао". Његов други роман је знатно ,,амбициознији" од првог управо због већег броја ликова, двоструког фокуса на два главна женска лика Мариам и Лаилу и вишегенерацијски период од скоро четрдесет пет година (од шездесетих година двадесетог века, па све до почетка новог миленијума). Како је у једном интервјуу изјавио: ,,Када сам почео да је пишем, како се прича убрзавала и када сам се нашао уроњен у свет Мариам и Лаиле, ова стрепња је сама од себе нестала. Прича у развоју ме је заробила и омогућила ми је да се уклопим у позадинску буку и наставим са послом насељавања света који сам у овој књизи стварао." У овом тренутку, ликови су почели да живе свој живот и постали су врло стварни за њега. Такође, изјавио је да је написану књигу додатно преправљао пет пута пре него што ју је званично завршио. Пуштање романа у продају први пут је најављено у октобру 2006. године, а описан је као прича о ,,породици, пријатељству, вери и спасењу у љубави".

## Радња
Девојчица Мариам је ванбрачно дете и живи на периферији града Херата са својом огорченом мајком Наном. Џалил, Мариамин отац, је бизнисмен који поседује биоскоп и живи у Херату са своје три жене и деветоро деце, док његова ћерка, одбачена, проводи дане свога живота у малој колиби са својом мајком изван града. Нана и Џалил су у лошим односима, он му замера због лошег понашања према њој и варљивог односа према Мариам. Он своју ћерку посећује свакога четвртка. На свој петнаести рођендан, Мариам жели да је отац одведе да види Пинокија у његовом биоскопу, насупрот молбама њене мајке да не иде. Џалил обећава да ће јој испунити ту жељу. Када он не дође по њу, она бежи од своје куће и путује до његове куће у Херату и спава напољу на улици, након што Џалилов вратар одбија да је пусти унутра, тврдећи да је Џалил заузет. Касније, када она улети у кућу и угледа оца, Џалил наређује свом шоферу да вози је кући. По повратку кући, Мариам открива да је њена мајка извршила самоубиство из страха да ју је ћерка напустила. Немајући где да оде, Мариам се враћа у град код свог оца да би живела у Џалиловој кући. То тешко пада венчаним његовим супругама и оне га убрзо наговарају да уговори брак својој ћерци и да се Мариам уда за Рашида, обућара из Кабула, који је тридесет година старији од ње. Мариам се опире, али убрзо бива присиљена да ступи у брак и да се након удаје одсели у Кабул са Рашидом. У почетку, Рашид је био врло љубазан према њој и пуштао ју је да се прилагоди новом, брачном животу. Међутим, како је Мариам више пута затруднела и побацила, њихова веза се из дана у дан све више квари, а он постаје све ћудљивији и насилнији због њене немогућности да му роди сина. 
У међувремену, млађа девојчица Лаила одраста у суседној кући у Кабулу. Блиска је са својим оцем, учитељем доброг срца, али забринута за своју мајку, која је депресивна и не реагује на околину након што су јој два сина погинула у војсци. Лаила је блиска пријатељица Тарику, комшијском дечаку, али како они одрастају, други људи су све више против њиховог пријатељства. Упркос томе, међу њима се јавља тајна романса. Када Авганистан уђе у рат и Кабул бива бомбардиран ракетним нападима, Тарикова породица одлучује да напусти град, а емотивни опроштај између њега и Лаиле кулминира њиховим вођењем љубави. Лаилина породица на крају такође одлучује да напусти град и док се они припремају за одлазак ракета уништава њихову кућу, убијајући њене родитеље и тешко повређујући Лаилу. Након тога, бригу о њој преузимају Рашид и Мариам. 
Док се Лаила опоравља од повреда, Рашид показује велико интересовање за њу, на шта се Мариам згрожава. Лаила бива обавештена да су Тарик и његова породица умрли на изласку из града. Откривши да је трудна са Тариковим дететом, Лаила пристаје да се уда за Рашида како би заштитила себе и бебу. Рађа ћерку Азизу, коју Рашид одбија и занемарује због тога што је девојчица. Љубоморна на Лаилу и Рашидов однос пре њој, Мариам у почетку бива веома хладна према Лаили, али постепено се у Мариам буди мајчински инстинкт и она покушава да заштити Лаилу од Рашидовог злостављања ње и бебе. Њих две постају баш блиске и верују једна другој, смишљајући план како да побегну од Рашида и напусте Кабул, али су убрзо у свом покушају бивају ухваћене. Рашид их обе претукао, закључао у две одвојене собе и лишио их воде и хране, што је скоро убило малу Азизу. 
Неколико година касније, талибани се уздижу на власт и намећу оштра правила авганистанском становништву, озбиљно умањујући женска права и слободу. Лаила је затруднела са Рашидом. Лаила је приморана да се породи без анестезије и лекова, у женској болници у којој нема залиха. Она рађа Рашиду сина Залмаија. Мариам и Лаила се боре са одгајањем малог Залмаија, док Рашид почиње да воли и фаворизује старију Азизу. Влада суша, а услови за живот у Кабулу постају лоши. Рашидова обућарска радња пропада и он је приморан да се запосли и ради неке друге послове. Немајући довољно услова за живот, он шаље Азизу у сиротиште, а Лаила бива више пута претучена од стране талибана, када су је ухватили саму напољу док је покушавала да посети своју ћерку у сиротишту. 
Једног дана, Тарик се враћа, појављује у кући и поново се састаје са Лајлом, која убрзо схвата да је Рашид унајмио мушкарца да је лажно обавести о Тариковој смрти, како би пристала да се уда за њега. Када се Рашид врати кући с посла, мали Залмаи му каже да су имали посетиоца. Сумњајићи на везу Лаиле и Тарика, Рашид је дивљачки претукао Лаилу. Он покушава да је задави, али Мариам интервенише, уплиће се у борбу и убија га лопатом, говорећи Лаили и Тарику да беже. Након тога, она признаје да је убила Рашида како би скренула пажњу са њих двоје и бива јавно погубљена. Лаила и Тарик одлазе у Пакистан са Азизом и Залмаијем, а дане проводе радећи у гостињској кући у Муреу, летњем уточишту. 
Након пада талибана, Лаила и Тарик се враћају кући у Авганистан. На свом путу, застају у селу у којем је Мариам одгајана и откривају пакет који је Мариамин отац оставио за њу: видео-траку на којој је филм Пинокио, малу врећу новца и писмо. Лаила чита писмо и открива да је Џалил зажалио што је послао Мариам далеко и удао је за другог човека, што се није борио за њу. Лаила и Тарик се враћају у Кабул и користе новац за поправак сиротишта у којем је Азиза боравила и у њему Лаила почиње да ради као учитељица. Она убрзо затрудни са својим трећим дететом, и ако је то дете буде девојчица, заветује се да ће јој дати име Мариам. 

## Ликови
- Мариам припада етничкој групи Таџика и рођена је у Херату 1959. године. Она је ванбрачно дете Џалила и Нане. Током целог свога детињства трпи срамоту због околности у којој је рођена. У једном од својих интервјуа, писац је њен лик описао као:,,Кључна реч која описује Мариам је изолованост у сваком смислу те речи. Она је жена која је одвојена од свакодневних норми људског постојања. Заиста, једино што она жели је да буде у вези са другим људским бићем". Упркос томе што је првобитно замерала Лаили, она јој постаје пријатељица и замена за изгубљену мајку. Међу њима се јавља поверење јер деле заједничку муку удаје за насилног и психолошки импозантног Рашида.

- Лаила такође припада етничкој групи Таџикистанаца и она је рођена 1978. године у Хакиму и Фариби. Она је лепа и интелигентна девојчица која потиче из породице факултетски образованог наставника. Поредежи је са Мариам, писац наводи да је Лаила имала много испуњенији однос са оцем, момцима и пријатељем из детињства Тариком. Очекивала је да ће завршити школу и испунити неке своје личне циљеве у животу. Он је кроз Мариамин и Лаилин живот приказао две веома различите представе жена. Њен живот постаје везан за Мариамин када се она удаје и постаје друга супруга Рашида, Мариаминог супруга. Ово првобитно привлачи незадовољство Мариам, која се осећа повређеном јер је њена територија угрожена. Упркос томе, Лаила постаје њена ћерка, коју Мариам никада није могла да има, и међу њима се јавља разумевање и поштовање, као и жеља за борбом и пружањем отпора против злостављања са којима се обоје суочавају током брака. Пред крај романа, она постаје учитељица у сиротишту у којем је Азиза боравила.

- Рашид припада етничкој групи Паштуна. Он је обућар и главни антагониста у роману. Оженио је Мариам кроз договор са Џалилом, њеним оцем, а касније и Лајлу, када јој је породица погинула. Рашид годинама узнемирава и мучи своје жене. Након много година трпљења породичног насиља, Мариам је убила Рашида лопатом током једне насилне борбе. Писац је изјавио да се надао да ће створити вишеслојни лик у Рашиду, рекавши:,,Рашид  је оличење патријархалног, племенског карактера. Пишући га, нисам желео да га напишем као потпуног негативца. Он је прекорна особа, али постоје тренуци у којима се види његова хуманости, попут његове љубави према сину. Као инспирацију за овај лик присетио је се сусрета са Авганистанцем пре четири године; човек је имао врло слатку, подређену жену, коју још није обавестио да планира да се поново венча.

- Тарик такође припада етничкој Паштуна и рођен је 1976. године. Он је дечак је који је са Лаилом одрастао у Кабулу. У петој години изгубио је ногу од нагазне мине.[11] Проводећи доста времена заједно, они на крају еволуирају од најбољих пријатеља до љубавника, а након деценије раздвојености венчају се и чекају дете до краја романа.[11]

- Нана је Мариамина мајка и бивша слушкиња у Џалиловој кући. Мариам је рођена као резултат афере између Нане и Џалила. Џалилово фаворизовање својих супругама и законите деце оставља Нану у очајању и она бива огорчена према Џалилу. Она се обеси када Мариам након што увиди да је Мариам на свој петнаести рођендан побегла и отпутовала у Кабул, у Џалилову кућу, верујући да ју је ћерка напустила заувек.

- Џалил је Мариамин отац, имућан човек, који је имао три жене пре него што је постао отац Мариам. Он удаје Мариам за Рашида након Нанине смрти[12], али касније се каје што ју је послао и о томе пише у писму, које проналазе Лаила и Тарик након Мариамине смрти. Умире 1987. године.

- Хаким је Лаилин отац. Он је факултетски образован човек и учитељ.[12] Погинуо је у експлозији ракете заједно са својом супругом Фарибом.[11]

- Фариба је Лаилина мајка. У првом делу романа, током њеног кратког састанка са Мариам, приказана је весела жена, али њена срећа бива нарушена кад њена два сина, Ахмад и Нур, оду од куће да би ратовали и касније погину у рату. Готово све време проводи у кревету оплакујући своје синове, све док муџахедини не победе. Касније је погинула у експлозији ракете заједно са својим супругом Хакимом.[11]

- Азиза је рођена у пролеће 1993. године. Она је Лаилина и Тарикова ћерка, зачета када је Лаила имала четрнаест година. Када до Лаиле стигне вест о Тариковој наводној смрти, како би сакрила нелегитимност детета и обезбедила себи бољи живот, Лаила одлучује да се уда за Рашида[12] и постане његова друга супруга. Азизино рођење означава почетак Лаилиног пада у очима претходно јој наклоњеног Рашида и почетак пријатељства између Мариам и Лаиле.[11][13]

- Залмаи је рођен у септембру 1997. године. Он је Лаилин и Рашидов син. Рашид, бринући о њему и поклањајући му велику количину пажње, идеализује га упркос злостављању његове мајке и Мариам. Залмаи остаје несвестан чињенице да је Мариам убила Рашида[8] и непрекидно пита Лаилу о њему, која га лаже говорећи да је једноставно отишао на неко време. Он у почетку криви Тарика за мистериозни нестанак његовог оца, али га временом прихвата као очинску фигуру.

## Адаптација
Права на екранизацију овог романа купила је америчка филмска продукцијска кућа Колумбија Пикчерс. Редитељ Стивен Заилиан је написао сценарио по овој књизи 2009. године, а планирано је да га Скот Рудин продуцира. У мају 2013. је најављено да ће филм изаћи 2015. године, али то још увек није реализовано.
По овој књизи написана је позоришна представа, а  адаптација исте изведена је у Сан Франциску, у Калифорнији, 1. фебруара 2017. године. Урађена је у копродукцији са Америчким позоришним конзерваторијумом и позориштем Калгари.